# César Rodríguez Álvarez
César Rodríguez Álvarez (* 29. Juni 1920 in León, Spanien; † 1. März 1995 in Barcelona), auch bekannt als César Rodríguez oder nur César, war ein spanischer Fußballspieler.
Mit seinen 232 Toren in 351 Spielen war er bis März 2012 der Rekordtorschütze des FC Barcelona. Dann wurde er von dem Argentinier Lionel Messi überholt. Nur drei Spieler, Zarra, Hugo Sánchez und Alfredo Di Stéfano, stehen in der Liste der Rekordtorschützen in der Primera División vor ihm.

## Karriere

### Spieler
In seiner Jugend spielte César für SEU de León. 1939 ging er bereits zum FC Barcelona, kam dort aber aufgrund seines Wehrdienstes nicht zum Einsatz und wurde nach Granada abgeordnet. Dort bestritt er sein Profidebüt für den FC Granada und half dem Klub 1941 als Meister der Segunda División in die erste Liga aufzusteigen. In der Saison 1941/42 war er mit 23 Treffern in 24 Spielen der zweiterfolgreichste Schütze in der Liga, unter anderem erzielte César Rodríguez beim 7:3 gegen CD Castellón 6 Tore in einem Spiel.
1942 kehrte er zum FC Barcelona zurück. Während seiner Zeit bei Barça gewann er 5 Mal die Spanische Meisterschaft.
1954 verließ er Barcelona und ließ seine Karriere beim FC Perpignan (1955–1957) und dem FC Elche (1957–1960) ausklingen. In der Zeit, in der er bei Elche spielte, verhalf er dem Verein innerhalb von nur zwei Jahren von der Tercera División in die Primera División aufzusteigen. Seine letzte Saison bei Elche war er als Spielertrainer angestellt.

### Nationalmannschaft
In der spanischen Nationalmannschaft kam er von 1945 bis 1952 12 Mal zum Einsatz und nahm, ohne zum Einsatz zu kommen, an der WM 1950 teil.
Zwischen 1943 und 1954 spielte er auch 10 Mal für die Katalanische Fußballauswahl.

### Trainer
Nach seinem Erfolg beim FC Elche übernahm er 1960 Real Saragossa, die in der Vorsaison noch Elfter in der spanischen La Liga wurden. César führte Saragossa in seinem ersten Jahr auf den dritten Platz. Im zweiten und dritten Jahr wurde er mit Saragossa Vierter bzw. Fünfter. 1963 kehrte er als Trainer zum FC Barcelona zurück, konnte aber dort nicht an seine Erfolge als Spieler anknüpfen und verließ Barça bereits nach einem Jahr wieder. Später trainierte er noch RCD Mallorca, Betis Sevilla und noch einmal Real Saragossa.

## Erfolge
- Torschützenkönig in der Primera División: 1949
- Spanischer Meister: 1945, 1948, 1949, 1952, 1953
- Copa del Generalísimo: 1951, 1952
- Copa Latina: 1949, 1952
- Copa de Oro Argentina: 1945
- Copa Eva Duarte: 1948, 1952, 1953
- Teilnahme an der WM 1950 (kein Einsatz)

## Sonstiges
Sein zwei Jahre älterer Bruder Ricardo war ebenfalls Fußballspieler und spielte beim FC Barcelona und Cultural Leonesa eine Zeit lang gemeinsam mit César.